# Економічний університет у Катовицях
Економічний університет у Катовицях (пол. Uniwersytet Ekonomiczny w Katowicach) — один з п'яти університетів народного господарства в Польщі. Розташовується в місті Катовицях, адміністративному центрі Сілезького воєводства.

## Історія
Економічний університет у Катовицях — один з найстаріших і найпрестижніших вишів Верхньої Сілезії. Він був створений у 1937 році. Економічний університет (ЕУ) є одним з п'яти кращих державних економічних вишів країни. Щорічно понад 11 000 польських та іноземних студентів починають навчання на програмах бакалавріату, магістратури, аспірантури, післядипломного навчання, на чотирьох факультетах: Бізнесу, Фінансів і Адміністрації; Економіки; Фінансів і Страхування; Інформатики і Комунікацій; Менеджменту.

## Список факультетів
у своїй структурі університет має територіальну філію в Рибнику та ряд коледжів/факультетів (пол. kolegium)
- Факультет бізнесу, фінансів і адміністрації
- Факультет економіки
- Факультет фінансів і страхування
- Факультет інформатики і комунікацій
- Факультет менеджменту

## Структура
В організаційній структурі університету є одна територіальна філія та чотири коледжі (пол. kolegium)
- Філія в Рибнику
- Економічний коледж
- Фінансовий коледж

```
   Kolegium Informatyki i Komunikacji
   Kolegium Zarządzania
```